# Joy Denalane
Joy Maureen Denalane, conosciuta con il nome d'arte di Joy Denalane (Berlino, 11 giugno 1973), è una cantante tedesca, nota per il suo stile musicale, che mischia elementi della musica soul, R&B e africana con testi in inglese e tedesco. Precedentemente sposata con il cantante e produttore Max Herre, da cui ha avuto due figli, Isaiah (nato nel 2001) e Jamil (nato nel 2003), si è separata nel 2007.

## Biografia
Joy Denalane nasce a Berlino (nel quartiere di Schöneberg) da madre tedesca e padre di origini sudafricane. Terza di cinque fratelli, trascorre la sua infanzia nel quartiere di Kreuzberg, dove la famiglia si trasferisce poco dopo la sua nascita.
All'età di sedici anni abbandona la casa paterna ed inizia a dedicarsi alla musica, accumulando le prime esperienze live e avvicinandosi al reggae e al soul, grazie alle band Culture Roots e Family Affair. A 19 anni firma un contratto con una major ma, in disaccordo con la casa discografica sul tipo di musica e di immagine che avrebbe dovuto proporre, non incide nessun lavoro. In seguito si trasferisce a Stoccarda, dove incontra DJ Thomilla e Tiefschwarz, due noti produttori, con i quali realizza la club hit Music, partecipando insieme a loro anche alla scrittura della stessa.

## Carriera musicale

### Debutto eMamani(2002)
Nello stesso periodo Joy entra in contatto con il gruppo hip hop Freundeskreis, alla ricerca di una voce femminile da abbinare a quella del cantante Max Herre, per una traccia dal titolo Mit Dir. Il singolo esce nel luglio 1999 e raggiunge la top ten tedesca, entra nella classifica dei trenta singoli più di successo in Austria e figura tra i primi quindici in Svizzera. Nel frattempo il connubio artistico tra i due cantanti diventa anche un'unione nella vita.
Joy Denalane si unisce alla FK Allstars, collettivo di cui facevano parte Afrob, Gentleman, Sekou e Brooke Russell, oltre a molti altri, e va in tour con loro per più di due anni. Firma poi un contratto con la Four Music (fondata dal gruppo tedesco Die Fantastischen Vier) e inizia a lavorare per produrre il suo primo disco da solista, dal titolo Mamani, che uscirà nel giugno 2002 debuttando alla numero otto della German Albums Chart. L'album, prodotto dal marito, Max Herre, trae ispirazione dalla musica africana, parte importante delle radici della cantante. In totale da Mamani furono estratti sei singoli, tra cui la hit Sag's Mir, il pezzo a sfondo sociale dal titolo Im Ghetto von Soweto (con il leggendario trombettista sudafricano Hugh Masekela), e Kinderlied, pezzo dedicato al figlio maggiore Isaiah.
Nel 2003 Joy Denalane si dedicò ad un tour solista ed a collaborazioni con artisti come Youssou N'Dour, ASD, e Till Brönner. Si esibiì anche a New York e Philadelphia e ricevette una Comet come Best Hip-Hop/R&B National e tre nomination ai premi Echo, tra le quali una come Best Female Artist. Poco dopo uscì un'edizione live di Mamani su CD e DVD, registrata durante un'esibizione tenutasi al Berlin's Tränenpalast, che conteneva anche una serie di remakes prima inediti. Nell'estate del 2005 Denalane cantò sulla versione tedesca del singolo di Common, Go!.

### Born & Raised(2006)

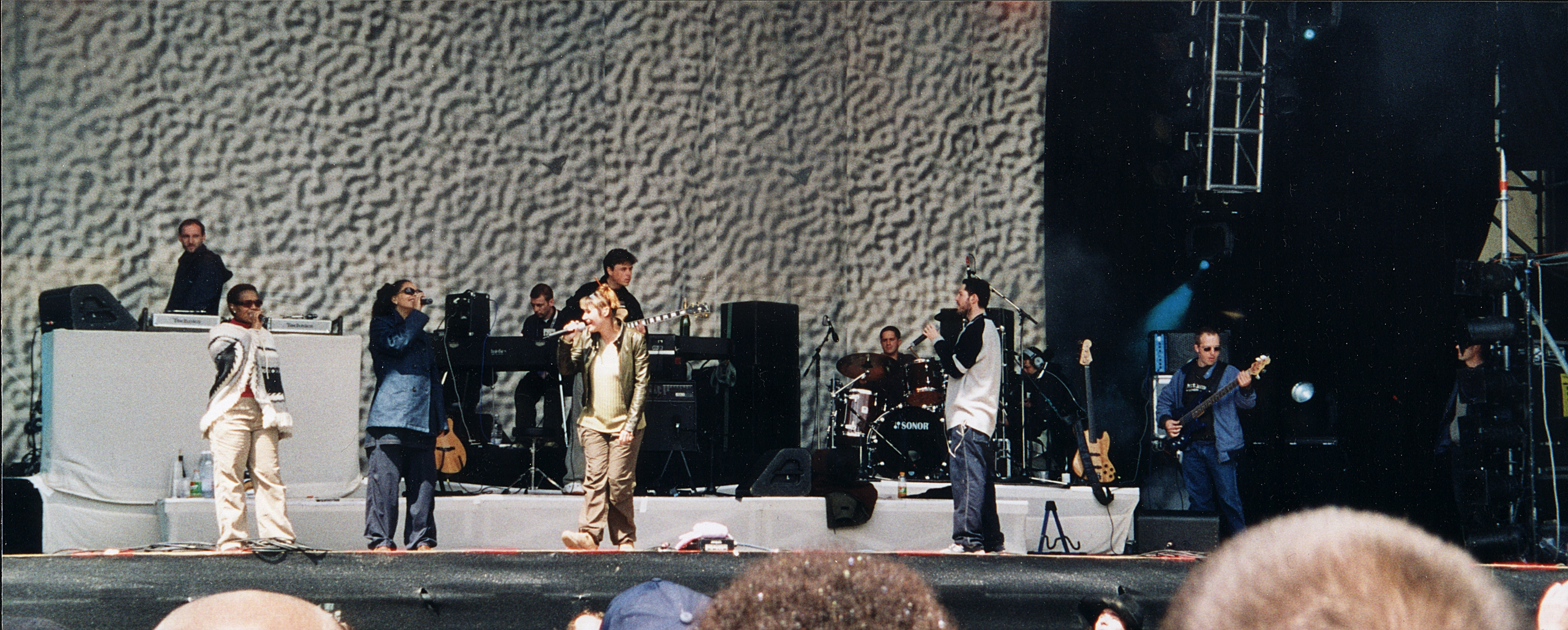
Gurtenfestival, Bern/Schweiz: DJ Friction, Brooke Russel, Joy Denalane, Don Philippe, Déborah, Frank Kuruc, Tommy Wittinger, Max Herre, Christoph Sauer

Nell'aprile del 2006 Joy Denalane e il marito, Max Herre, fondarono una casa discografica, la Nesola Records.
Joy si dedicò alla preparazione del suo secondo album, Born & Raised, il suo primo disco interamente registrato in inglese. Pre-programmato in Germania, l'album fu interamente registrato a Philadelphia. All'interno fecero apparizioni artisti statunitensi come i rappers Lupe Fiasco e Raekwon e il cantante Governor. Il singolo principale, Let Go, ebbe un moderato successo, raggiungendo la posizione numero 40 della German Singles Chart, ma fu Born & Raised (uscito l'11 agosto 2006) a sfondare, debuttando alla numero due, appena dietro il singolo di Christina Aguilera, estratto dall'album Back to Basics. I singoli seguenti, Heaven or Hell e Sometimes Love, non riuscirono a replicare lo stesso successo. Nella primavera del 2007 Joy Denalane mise sul mercato un altro singolo, Change (con Lupe Fiasco) nel Regno Unito, ma neanch'esso raggiunse i primi posti nelle classifiche.

### Dal 2008 a oggi
Nell'aprile 2008 Joy Denalane & Tweet si esibirono con la The Dresden Soul Symphony a Dresda. L'album dal vivo prodotto da questa esibizione, intitolato The Dresden Soul Symphony, vede la partecipazione anche di Bilal e della MDR Symphony Orchestra e viene pubblicato nell'ottobre dello stesso anno.
Nel maggio 2011 pubblica il suo terzo album in studio Maureen, titolo derivato dal suo secondo nome. Si tratta del primo disco in lingua tedesca dal 2002.
Nel 2014 partecipa al programma televisivo Rising Star.
Nel 2017 pubblica l'album Gleisdreieck.

## Discografia

### Album
- 2002: Mamani
- 2004: Mamani Live
- 2006: Born & Raised
- 2011: Maureen
- 2017: Gleisdreieck